# Тврђава Горажда
Тврђава Гораждa је тврђава коју је направила Аустроугарска, а налази се у близини Котора. Садашња тврђава је изграђена између 1884–86 и заменила је ранију структуру на истом месту; њена најистакнутија карактеристика је ротирајућа купола Грусон од 100 тона на крову, последњи преостали пример тог типа.
Тврђаву су Аустријанци користили у артиљеријским дуелима против црногорских батерија стационираних на Ловћену током Првог светског рата. Црногорске трупе нису успеле да униште тврђаву па су 1916. аустријском офанзивом истиснути ван домета. Оштећење на тврђави је поправљено, а топови су уклоњени и послати аустријској војсци на ратиште. Као депо користила га је Војска Југославије све до раних 1990-их.

## Позадина изградње
Најјужнији врх Аустроугарског царства обухватао је подручје Бока которске, коју је царство користило као велику поморску базу са центром у граду Котору (тада познатом као „Катаро”). Залеђе иза залива контролисала је независна кнежевина (касније краљевина) Црна Гора, која је контролисала планине источно од Котора.
Аустроугари су се суочили са значајним проблемима у држању територије, јер су Црногорци и њихови руски савезници тежили да преузму контролу над заливом, а аустријска власт није била опште прихваћена од стране становника тог подручја. Две озбиљне побуне подигло је српско племе Кривошије који је настањивало истичне боковие планине Орјен изнад Рисна. Године 1869. племе је поразио аустроугарску војску послату да угуши њихову побуну и замало заузело тврђаву. Аустријанци су одговорили на устанак изградњом низа утврђења око Бока которске и на стратешким тачкама даље у унутрашњости, те јачањем или поновном изградњом постојећих тврђава, укључујући и ону тврђаву Горажду.

## Опис тврђаве
Тврђава се налази на брду Горажде (у аустроугарско време познато као Горазда) на надморској висини, око 10 km (6,2 mi) од Котора. Гледа на пут који су изградили Аустријанци од Котора до бивше црногорске престонице Цетиње и састоји се од јако ојачане камене и бетонске конструкције која се налази у јарку, са капонирима на угловима за одбрану из непосредне близине. Његов симетричан распоред, са два крила спојена кружном конструкцијом, неуобичајен је за овај тип планинског утврђења. Тврђава доминира висовима изнад Котора и чува један бок превоја који води ка граду, а са друге стране превоја удаљени су Шкаљарска тврђава и тврђава Врмац неколико километара. Од 1909. године у њеној околини налази се и утврда Траште, на брдима изнад равнице Тиватског поља.
До улаза у двоспратну тврђаву долази се закривљеном стазом која пролази између два потпорна зида и прелази преко моста који води преко рова. Изнад главног улаза, који је заштићен челичним вратима, још увек је на лицу места видљив натпис Thurmfort Gorazda. Просторије касарне се налазе на доњем нивоу, а на горњем нивоу казамати до којих се долази преко два спирална степеништа.
Две осматрачке куполе су смештене на крову, изнад пешадијских положаја који су конструисани да појачају одбрану тврђаве из близине. Џиновска ротирајућа купола немачке производње Грусон од 100 тона, у којој је некада било главно наоружање тврђаве, налази се изнад централног дела тврђаве. Купола је последњи преостали пример те врсте и била је ручно покретана, а за ротацију је коришћена ручица коју су покретала два човека.
- Улаз у тврђаву са бетонском структуром за пешадијски положај изнад ње
- Јарак са капониром на југоисточном делу тврђаве
- Ротирајућа топовска купола Грусон од 100 тона

## Историјат
Претходница тврђаве изграђена је пре устанка 1869. године, али је замењена садашњом структуром између 1884–86. Била је то једна од првих нових тврђава око Бока которске која је изграђена као део аустријског програма побољшања овог подручја с краја 19. века. Две осматрачнице постављене су 1906–07. Иако су се 1910. расправљали о плановима да се тврђава обнови и уграде две нове хаубице и митраљеске и осматрачке куполе, избијање Првог светског рата то је спречило. Током рата, имала је гарнизон од 8 официра и 195 људи и била је наоружана са шест чартер минобацача М80 калибра 12 cm и два казамата 10 cm М4, плус три митраљеза М4, два митраљеза М7 и 25 лафета.
Тврђаву су снажно напали Црногорци са положаја на Ловћену, што је навело Аустроугаре да 1915. године додају два бетонска пешадијска положаја на кров како би се заштитили од напада из близине. Иако је бомбардован артиљеријским оруђима калибра до 24 cm, они су направили малу штету и 1916. године аустријска офанзива је потиснула црногорске снаге из домета артиљерије. Тврђава је поправљена и лишена је топова који су служили за подршку аустријској војсци. Након рата га је преузела Војска Југославије и наставила да се користи као војно складиште све до раних деведесетих година 20. века.
Данас је тврђава напуштена и доступна је јавности. Њена атрактивна ситуација довела је до тога да се у неколико наврата користи као филмска локација, а последњи пут од стране италијанске продукције Il Cuore nel Pozzo 2005. године. Ипак, њена приступачност и недостатак заштите од стране државе значи да је била лопова, који су украли многе унутрашње елементе тврђаве.
- Просторија касарне у тврђави
- Унутрашњи ходник
- Унутрашњост капонира